# Cataluzio da Todi
Cataluzio da Todi (talvolta anche Cataluccio) (1340 ca. – 1419 ca.) è stato un orafo italiano, attivo nella seconda metà del XV secolo.

## Biografia
Fu il maggiore esponente dell'oreficeria gotica in Umbria. Il suo capolavoro è il calice in argento sbalzato e smalti traslucidi conservato nella Galleria nazionale dell'Umbria di Perugia.